# Billaea quadrinota
Billaea quadrinota là một loài ruồi trong họ Tachinidae.